# Margit Romare
Margit Romare, född Rendschmidt 1887 i Stockholm, död 1936 i Arild, var en svensk målare. 
Romare studerade först konst i München innan hon sökte sig till Konstakademien i Stockholm därefter studerade hon målning vid Wilhelmsons målarskola och Gerlesborgsskolan samt under studieresor till Egypten och Italien. Hennes konst består av porträtt, särskilt av små flickor och landskap ofta med motiv från Orienten. Romare finns representerad vid Malmö museum och Tomelilla museum.  